# Ron Watkins
Pour les articles homonymes, voir Watkins.
Ronald « Ron » Watkins, né en 1987 ou 1988, est un conspirationniste américain et ancien administrateur du site web imageboard 8kun (8chan).
Il a joué un rôle majeur dans la diffusion de la théorie du complot d'extrême droite controversée QAnon, et a diffusé des théories du complot sans fondement selon lesquelles une fraude électorale généralisée a conduit à la victoire de Joe Biden sur Donald Trump lors de l'élection présidentielle américaine de 2020. En effet, certains journalistes et chercheurs pensent qu'il serait « Q », la personne derrière QAnon,,,.
Watkins a servi comme administrateur du site pour 8kun (8chan) de 2016 jusqu'à sa démission en novembre 2020. Il est le fils de Jim Watkins (en), propriétaire et exploitant du site web en question.
Le 19 février 2022, le New York Times révèle avoir commandé à deux équipes scientifiques une analyse linguistique des commentaires de Q. Leurs conclusions indiquent que Paul Furber, un développeur de logiciel et journaliste sud-africain, en était l'auteur, puis Ron Watkins, dès 2018,. L'une des équipes est une start-up suisse, OrphAnalytics, qui utilise un logiciel analysant des séquences de caractères, selon des méthodes employées pour l'analyse du génome. La seconde expertise a été confiée à une équipe française, formée par l’ingénieur de recherche au CNRS Florian Cafiero et le maître de conférences en philologie computationnelle à l’École des chartes Jean-Baptiste Camps, qui utilisent l'intelligence articifielle pour l'analyse de textes anciens,. 